# Mamutové čerpadlo
Mamutové čerpadlo či mamutkové čerpadlo, slangově zvané mamutka, je druh hydraulicko-pneumatického čerpadla. Pracuje na principu spojených nádob. Přitom jednou ze spojených nádob je nádrž s tekutinou, která se čerpá, a druhou nádobu tvoří odtoková trubka, kterou kapalina vytéká. Do dolní části odtokové trubky se pod tlakem vhání stlačený plyn, jehož bubliny snižují hustotu kapaliny v této trubce. Tato lehčí kapalina je tak tlakem druhé spojené nádoby vytlačována nahoru a odtéká z nádrže.
Výhodou mamutových čerpadel je jednoduchost a minimální nároky na údržbu částí ponořených pod hladinou, které neobsahují žádné pohyblivé součásti. Proto se často používá k přečerpávání kalů a odpadních kapalin. Čerpadlo také neohrozí předměty plovoucí v kapalině, takže ho lze použít k čerpání vody obsahující živé organismy, jež nemají být poškozeny, například při odběru biologických vzorků. Nevýhodou je malá účinnost 20 až 40 procent a velmi slabé sání čerpadla.
První čerpadlo na tomto principu zkonstruoval německý konstruktér a vynálezce Carl Immanuel Löscher (1750–1813) v roce 1797, v německojazyčné oblasti se proto čerpadlo dříve nazývalo Löscherpumpe (Löscherovo čerpadlo).